# Bầu cử liên bang Úc 2013
Cuộc bầu cử liên bang Úc lần thứ 44 để bầu các nghị sĩ Quốc hội Úc được tiến hành vào 07 tháng 9 năm 2013. Kết quả là Đảng Lao động đã bị đánh bại bởi liên minh 2 đảng Đảng Tự do Úc và Liên đảng Úc.